# Pueblo de Iztacalco
El Pueblo de Iztacalco es uno de los dos pueblos originarios de la delegación Iztacalco y está ubicado al oriente del Distrito Federal. Limita al norte con el pueblo de Santa Anita Zacatlamanco, al este con la colonia Juventino Rosas, al oeste con la colonia Moderna y por el sur con el pueblo de Apatlaco. En 2011 parte del pueblo de Iztacalco fue integrada en 2011 al programa Barrios mágicos de la Ciudad de México por el Gobierno del Distrito Federal con el nombre de "Centro histórico de Iztacalco", aunque no existe una declaratoria oficial de Centro Histórico.
El pueblo de Iztacalco se divide en 7 barrios, que son: La Asunción Atenco,  Santa Cruz Atencopac, Los Reyes Izcuitlán, Santiago Atoyac, San Francisco Xicaltongo, San Miguel Amac y San Sebastián Zapotla.

## Toponimia

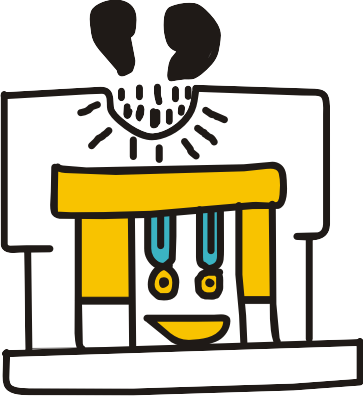
Glifo de Iztacalco en el códice Mendocino

Como en el caso de otros topónimos prehispánicos, la palabra Iztacalco tiene múltiples interpretaciones. La más aceptada de ellas es En la casa de la sal (náhuatl: íztatl = sal; calli = casa; y -co = sufijo de lugar) Otras interpretaciones sugieren que el nombre de Iztacalco significa Lugar de casas blancas (náhuatl: íztac = blanco; calli = casa; -co = lugar). Antiguamente, Iztacalco se escribía con x en lugar de z, pero a partir de la segunda mitad del siglo XX se popularizó la escritura con la segunda grafía, y es la que se emplea oficialmente.
Del códice Mendocino se tomó el glifo que sirve ahora de emblema de la delegación. Se trata de una casa con un filtro, en donde los granos de sal son representados por puntos negros, mientras que de la parte superior brotan volutas de vapor y abajo se acumula el agua filtrada en una vasija. Durante el período prehispánico Iztacalco estaba ligado al proceso de extracción de sal de las aguas del lago de Texcoco.

## Historia

### Periodo Prehispánico y Colonial

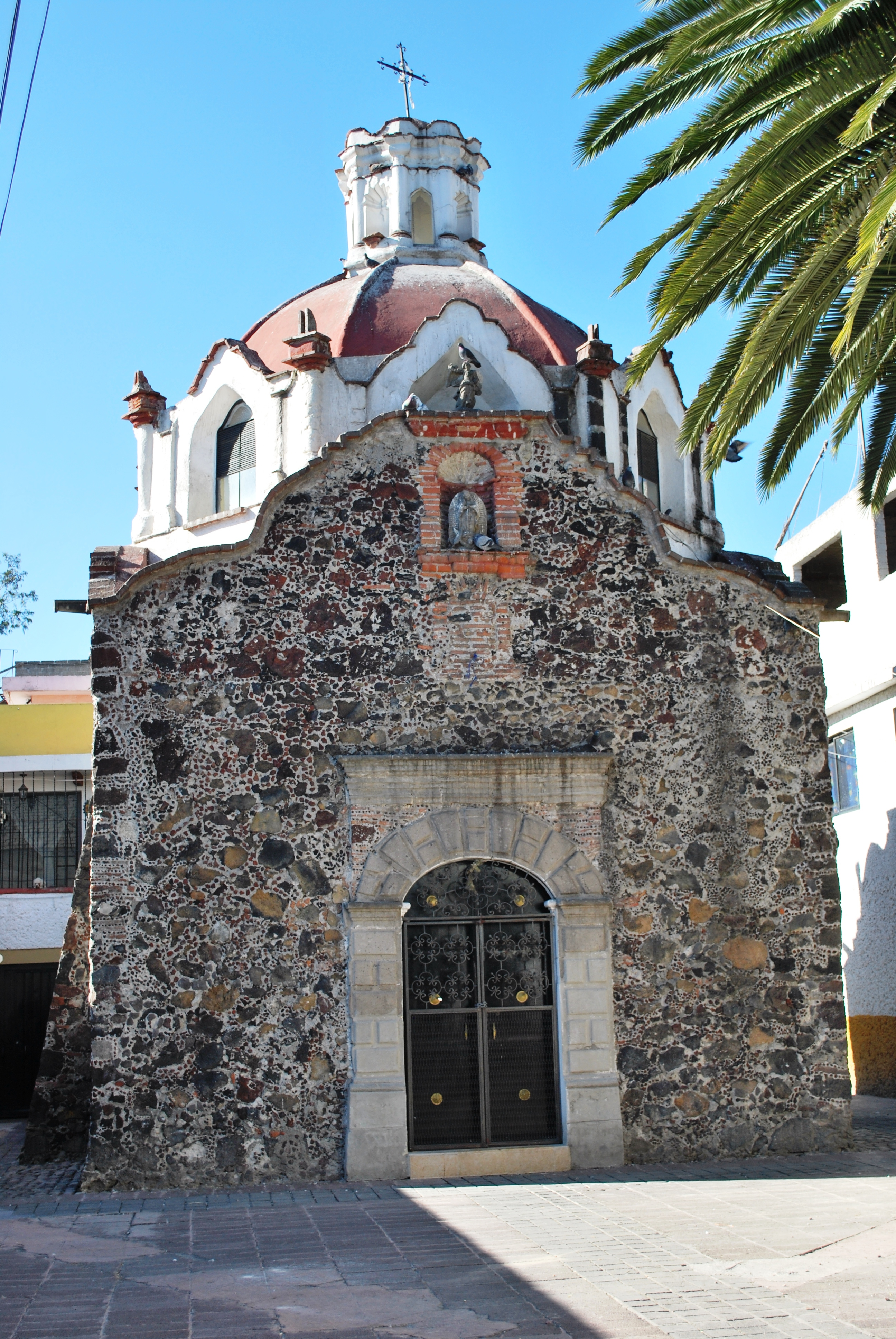
Ermita de la Santa Cruz

Debido a su posición en medio del lago de Texcoco, el territorio de Iztacalco fue ocupado tardíamente, en comparación con otras partes del valle de México. Sus primeros habitantes estaban relacionados con las tareas de extracción de sal de las aguas saladas de lago.
Según el códice Xólotl, Iztacalco, Zacatlamanco y Mixhuca fueron los últimos lugares que tocó la peregrinación de los aztecas en busca de la señal de su dios huitzilopochtli. Durante el período posclásico mesoamericano, Iztacalco fue un pueblo sometido al poder del señor de Texcoco, uno de los aliados de los aztecas en la Triple Alianza.
Tras la conquista de México a manos de los españoles, el pueblo de Iztacalco fue sujeto a la jurisdicción de la Parcialidad de San Juan Tenochtitlan y evangelizado por misioneros franciscanos, quienes fundaron en 1550 un convento dedicado a San Matías. Debido a la escasa población del lugar, el número de religiosos en el convento era demasiado reducido. Frente al templo se estableció la plaza de mercado para abastecimiento de los vecinos, la cual sería conocida como Plaza de San Matías.

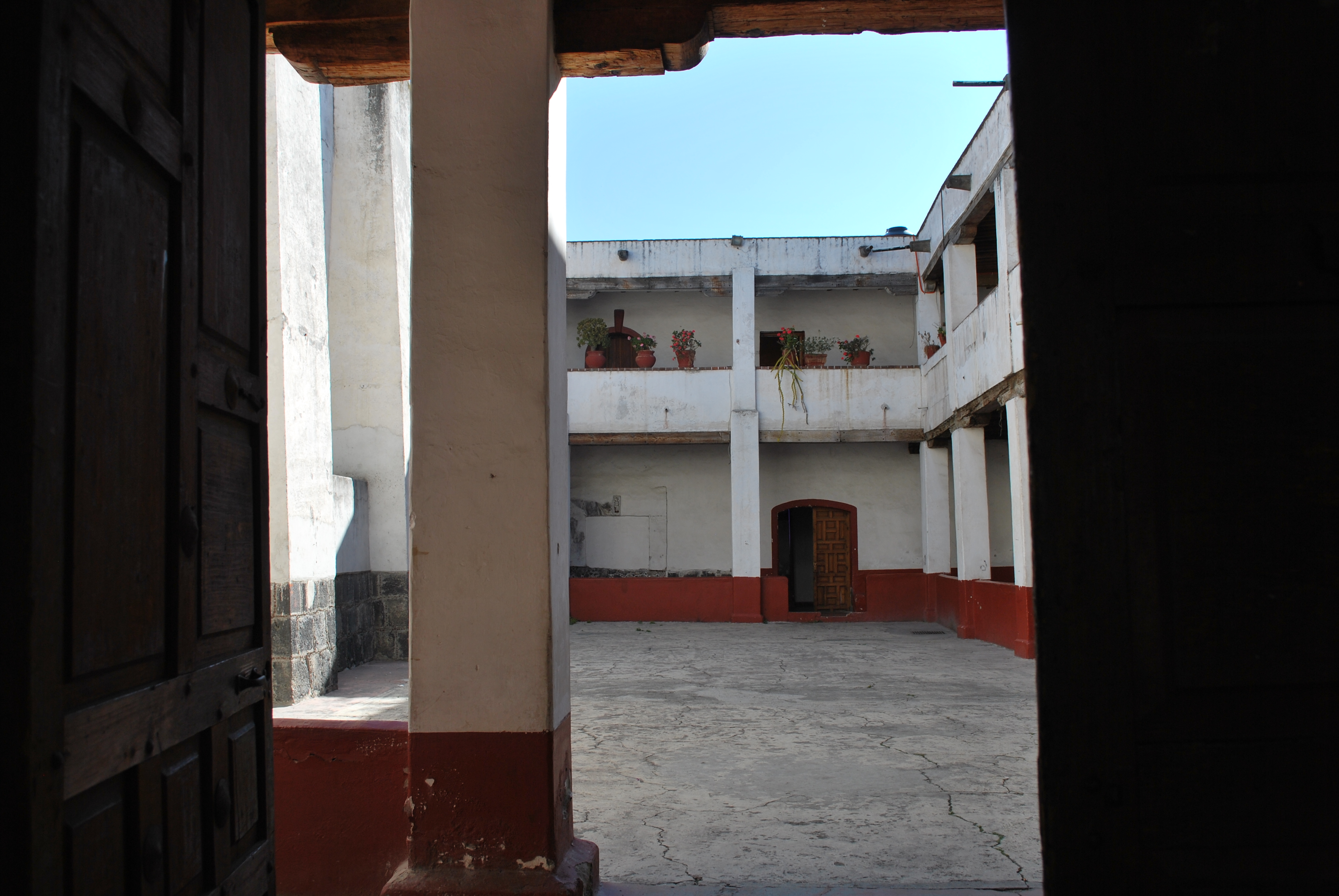
Claustro del ex convento de San Matías

El desarrollo de Iztacalco durante el periodo colonial fue propiciado por el comercio a través del canal de la Viga, el cual conectaba a la Ciudad de México con los pueblos lacustres de Xochimilco, San Pedro Tláhuac, San Andrés Mixquic y Santiago Tulyehualco, por lo que Iztacalco, junto con el pueblo vecino de Santa Anita se convirtieron en paso obligado para las embarcaciones que se dirigían a la Ciudad de México e Iztacalco se convirtió en una de las zonas chinamperas abastecedoras de verduras y hortalizas de la Ciudad de México, actividad que se prolongó hasta principios del siglo XX.
En 1771 el Arzobispo Francisco Antonio de Lorenzana realizó una reforma parroquial, y como parte de esta, Se creó el 8 de abril de 1771 el curato de San Matías Ixtacalco, integrado por el pueblo de Iztacalco,y los pueblos de Santa Anita, Aculco, San Juan Nextipac y Santa María Magdalena Atlaxolpa, los cuales habían pertenecido a la de la parroquia de San José de los Naturales.

#### El paseo de la Viga

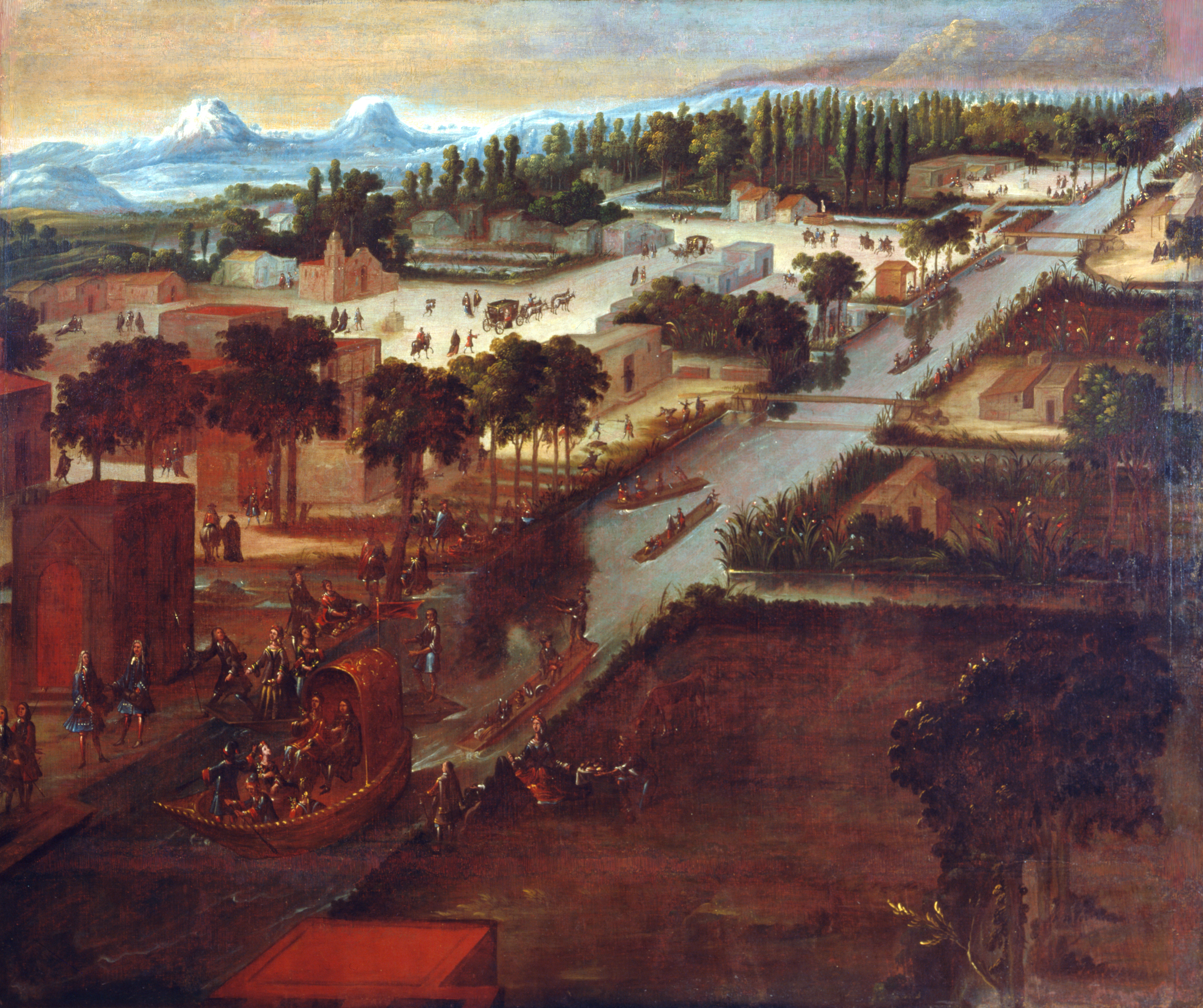
Pedro Villegas. "Paseo de la Viga con la iglesia de Iztacalco (Paseo del virrey don José Sarmiento y Valladares, conde de Moctezuma, por el Canal de la Viga)". 1706, México, óleo sobre lienzo.

En 1785, el virrey Bernardo de Gálvez ordenó trazar una vía junto al canal, que iba desde la iglesia de San Pablo hasta la Garita de la Viga, lo que fue concluido hasta el mandato del II Conde de Revillagigedo en un primer tramo de aproximadamente kilómetro y medio y treinta metros de diámetro. Recibió, en distintos épocas, también los nombres de Paseo Revillagigedo (por Juan Vicente de Güemes), Paseo Juárez y Paseo de Ixtacalco. Las familias caminaban por el paseo que del lado occidental tenía residencias y puestos de vendimia. También montaban caballos, recorrían el paseo en carruajes en la vía aplanada o lo navegaban en embarcaciones de pasajeros.

### sigloXIX

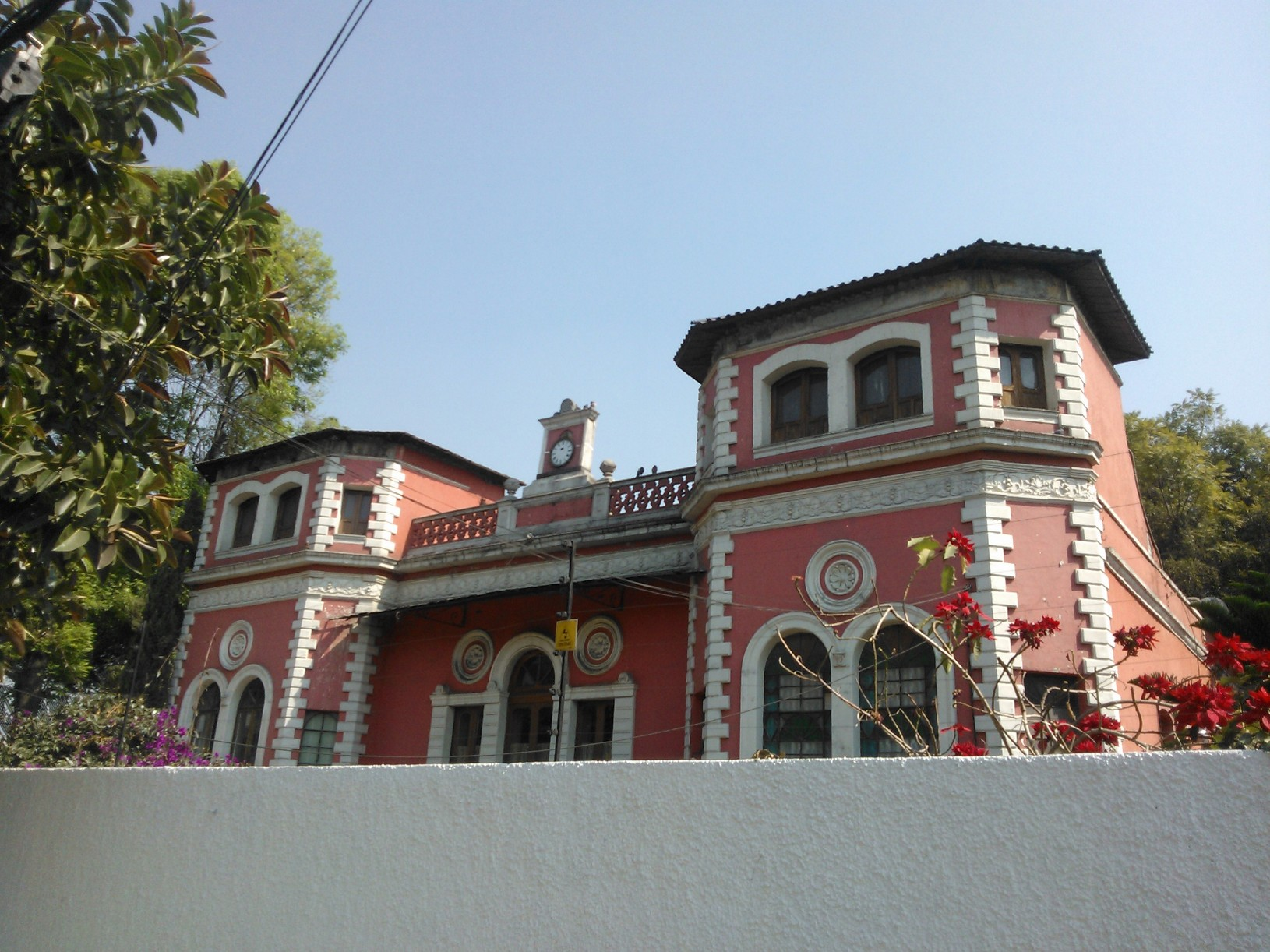
Quinta Pachuca, finca de descanso del siglo XIX

En 1820 el Virrey Juan Ruiz de Apodaca jura la constitución de Cádiz, la cual establece la igualdad de derechos entre peninsulares y americanos y por tanto ordena la abolición de las parcialidades y su integración como ayuntamientos españoles. Un año después se proclama la Independencia de México, pero la situación de las parcialidades no cambió. La parcialidad de San Juan Tenochtitlan y su juzgado fueron abolidos y los barrios adyacentes a la ciudad fueron incorporados al Ayuntamiento de México, mientras que los pueblos que pertenecían a su jurisdicción como fue el caso de Iztacalco, fueron desincorporados y formaron gobiernos propios. El 27 de noviembre de 1824 el congreso emitió un decreto por el cual los bienes que pertenecían a las parcialidades se entregarían a los pueblos que las formaban como propiedad que les pertenece.
El primer barco de vapor que surcó el canal fue La Esperanza, el 21 de julio de 1850. El 27 de noviembre de 1877 fue firmado un contrato para hacer navegable el canal de la Viga y conectar así las ciudades de México y Chalco con barcos de vapor.
En 1869, después de 6 viajes de prueba, se invitó a hacer el viaje inaugural del Barco de Vapor “Cuauhtémoc” al presidente Benito Juárez García quien junto con otros funcionarios surcó las aguas del Canal de la Viga. Estando atracado el buque, explotó una caldera sin causar víctimas. En uno de sus viajes por el canal en 1870, el presidente Juárez visitó el pueblo de Iztacalco para develar el busto de Miguel Hidalgo que se encuentra en la plaza de San Matías.
En 1855, el territorio del Distrito Federal fue organizado en municipalidades. Una de ellas fue la que tuvo su cabecera en Iztacalco. Incluía los pueblos de Santa Anita Zacatlamanco, San Jerónimo Aculco, Santa María Magdalena Atlazolpa, San Juan Nextipac y Zacahuitzco. En 1861 y hasta 1900, Iztacalco pasó a depender de la municipalidad de Tlalpan, y contaba para entonces con unos 2 mil 800 habitantes en sus barrios, rancherías y pueblos.

### sigloXX
Al inicio del siglo XX, la imagen de Iztacalco y sus barrios seguía siendo la de una zona rural, rodeada de huertos de flores y verduras. Seguía siendo también uno de los paseos principales del Distrito Federal, aunque comenzaba a ser desplazado por otras zonas del suroeste como Mixcoac y San Ángel (Distrito Federal).
El aumento de población provocó la expansión de la ciudad al oriente, lo que llevó a la ocupación de tierras sin planeación con fines industriales y residenciales y con estos asentamientos vino la necesidad de más avenidas y la entubación de los ríos, lo que ocasionó el colapso de la zona chinampera central. El canal de la viga perdió caudal hasta convertirse paulatinamente en un lecho cenagoso y posteriormente en basurero. Fue declarado de alto riesgo para la salud pública y a partir de 1940 comenzó a ser rellenado. En 1957 fue pavimentado y se convirtió en la Calzada de la Viga. Sobre los canales de Iztacalco fueron construidas numerosas avenidas que hoy forman parte de la red vial primaria de la Ciudad de México. Las primeras industrias se establecieron en Iztacalco hacia la mitad del siglo XX, cuando la delegación formaba parte de la periferia capitalina. Dada su cercanía al Centro Histórico, el territorio fue urbanizado tempranamente.

## Patrimonio
En materia de monumentos históricos inmuebles, el pueblo de Iztacalco cuenta con 16 monumentos catalogados divididos de la siguiente manera:
- El templo de San Matías y su exconvento (2)
- La capilla de la Asunción
- La capilla de la Santa Cruz
- La ermita del Puente de la Gloria (Barrio La Asunción)
- La ermita de Guadalupe (Barrio Santa Cruz)
- La cruz del barrio de Xicaltongo
- La casa campestre Quinta Pachuca ubicada en el barrio de Zapotla
- Ocho casas históricas ubicadas en los barrios de la Asunción y Santa Cruz

## Residentes célebres
- Claudio de Arciniega